# El Pequeño País
El Pequeño País fue una revista infantil que acompañó al suplemento dominical del periódico español El País entre 1981 y 2009. En algunas épocas formó parte del dominical como tal, y en otras se entregaba en un fascículo aparte, variando también su número de páginas. Solía incluir historietas, artículos y pasatiempos.
A raíz de su éxito, los otros diarios españoles potenciaron sus propios suplementos: Gente menuda, de ABC; Gente pequeña, de Diario 16 y Mini Mundo, de El Mundo.

## Trayectoria

### Primera etapa
El primer número de Pequeño País apareció en diciembre de 1981, con solo ocho páginas.
| Números                        | Años                  | Título                     | Historia             | Autoría                       | Procedencia                  | Pág./entrega |
| ------------------------------ | --------------------- | -------------------------- | -------------------- | ----------------------------- | ---------------------------- | ------------ |
| 1-11                           | 06/12/1981-14/02/1982 | Astérix                    | La odisea de Astérix | René Goscinny/Albert Uderzo   | Pilote                       | 4            |
| 1-                             | 06/12/1981-           | Cosas de casa              |                      | Lolo Rico/Gerardo Amechazurra | Nueva                        | 1 a 2        |
| 6-                             | 10/01/1982            | Los cuentos de la abuelita |                      | Juan Carlos Eguillor          | Nueva                        | 1            |
| 12-14, 16-20, 23-24, 27-30, 35 | 21/02/-21/08/1982     | Así es mi vida             | Autoconclusivas      | Vázquez                       | Nueva, pero también en JAuJA | 1            |
|                                | 1982                  | Historias de Miguelito     |                      | Carlos Romeu                  | El Jueves                    |              |
|                                | 1983                  | Verdh, el Gran Brujo       |                      | Juan Soler, Antonio Escolano. | Nueva                        |              |
|                                |                       | Spirou y Fantasio          |                      |                               |                              |              |
|                                |                       | Los pitufos                | Los pitufos negros   | Peyo                          |                              |              |
|                                |                       | Mickey                     |                      |                               |                              |              |
|                                |                       | Lucky Luke                 |                      |                               |                              |              |
|                                |                       | El Teniente Blueberry      |                      |                               |                              |              |
|                                |                       | Mac Coy                    |                      | Antonio Hernández Palacios    |                              |              |

### Segunda etapa
Con su número 332, de abril de 1988, Pequeño País sufrió una gran transformación, duplicando su número de páginas e incorporando series de producción autóctona:
| Números    | Años            | Título                  | Historia        | Autoría                            | Procedencia | Pág./entrega |
| ---------- | --------------- | ----------------------- | --------------- | ---------------------------------- | ----------- | ------------ |
| 332-       | 10/04/1988-     | Mot                     |                 | Nacho/Alfonso Azpiri               |             |              |
| 332-       | 10/04/1988-     | Buana                   |                 | Felipe Hernández Cava/Asun Balzola |             |              |
| 332-       | 10/04/1988-     | Goomer                  |                 | Nacho/Ricardo Martínez             |             |              |
| 332-       | 10/04/1988-     | Potolos                 |                 | Juan Carlos Eguillor               |             |              |
| 332-       | 10/04/1988-     | Kareto                  |                 | Antonio Perera                     |             |              |
| 332-       | 10/04/1988-     | El botones Sacarino     |                 | Francisco Ibáñez                   |             |              |
| 332-       | 10/04/1988-     | Doña Urraca             |                 | Jorge                              |             |              |
| 332-       | 10/04/1988-     | Rompetechos             |                 | Francisco Ibáñez                   |             |              |
| 349-       | 07/08/1988-     | Leo Verdura             |                 | Rafa Ramos                         |             |              |
|            |                 | Marco Antonio           |                 | Mique Beltrán                      |             |              |
|            |                 | La biblioteca de Turpín |                 | Max                                |             |              |
| 619-658    | 09/10/1993-1994 | Jurasy                  | Autoconclusivas | Vázquez                            | Nueva       | 1            |
| 666-675    | 09/ a 11/1994   | Mónica                  | Autoconclusivas | Vázquez                            | Nueva       | 1            |
|            | 1995            | Tom                     |                 | Daniel Torres                      |             |              |
|            |                 | Garfield                |                 | Jim Davis                          |             |              |
|            |                 | Calvin y Hobbes         |                 | Bill Watterson                     |             |              |
|            |                 | Zits                    |                 | Jerry Scott/Jim Borgman            |             |              |
|            |                 | Los Simpson             |                 | Bongo Comics Group                 |             |              |
| 2000       |                 | Natalia                 |                 | Sergio Salma                       |             |              |
| 2004- 2005 |                 | Alicia Encantada        |                 | Luis Durán                         |             |              |

### Final
El 5 de abril de 2009, en el suplemento Domingo del diario El País, aparecía en la página 9 un pequeño recuadro que informaba que el suplemento Pequeño País sería suspendido temporalmente, debido a la situación económica y del mercado publicitario. El diario también informa que esperan reanudar su publicación, cuando la situación mejore.

## Otras secciones
- El Tebeo Informático.

Sección donde se comentaba cada semana un videojuego de 8 bits (Amstrad CPC, Spectrum, Commodore 64 y MSX). Solía venir una descripción del juego de una página o dos, aunque en alguna ocasión puntual, era de tres o cuatro páginas. A veces venía una reseña del juego o a veces el comentarista hacía una historia paralela que se inventaba para dar algo de originalidad a la reseña. Con frecuencia venían trucos para finalizar el juego y también cargadores de vidas infinitas.
- Juegos olímpicos
- Oficina de patentes
- A cosa hecha
- Sabías que.
- Diagonalia
- Cinemaspeque.
- Como un enano.
- Libros.
- Concursos.
- Los casos de N. B.
- El carrusel de Fido Dido